# Intimacy (film)
Intimacy (franska: Intimité) är en brittisk-fransk erotisk dramafilm från 2001 i regi av Patrice Chéreau.
Filmen bygger på Hanif Kureishis roman med samma namn.

## Utmärkelser
Intimacy vann bland annat Guldbjörnen och Louis Delluc-priset 2001.

## Roller (urval)
- Kerry Fox – Claire
- Mark Rylance – Jay
- Susannah Harker – Susan, Jays hustru
- Alastair Galbraith – Victor
- Philippe Calvario – Ian
- Timothy Spall – Andy, Claires make
- Marianne Faithfull – Betty
- Fraser Ayres – Dave
- Robert Addie – barägaren